# Vibod-Långsjön
Vibod-Långsjön är en sjö i Hudiksvalls kommun i Hälsingland och ingår i Harmångersån-Delångersåns kustområde. Sjön är 5 meter djup, har en yta på 0,239 kvadratkilometer och befinner sig 27 meter över havet.

## Delavrinningsområde
Vibod-Långsjön ingår i det delavrinningsområde (684242-156683) som SMHI kallar för Utloppet av Vibod-Långsjön. Medelhöjden är 42 meter över havet och ytan är 3,66 kvadratkilometer. Det finns inga avrinningsområden uppströms utan avrinningsområdet är högsta punkten. Vattendraget som avvattnar avrinningsområdet har biflödesordning 2, vilket innebär att vattnet flödar genom totalt 2 vattendrag innan det når havet efter 2,7 kilometer. Avrinningsområdet består mestadels av skog (82 procent). Avrinningsområdet har 0,23 kvadratkilometer vattenytor vilket ger det en sjöprocent på 6,2 procent.